# Podsavezna nogometna liga Maribor 1960./61.
Podsavezna nogometna liga Maribor je bila liga četvrtog stupnja nogometnog prvenstva Jugoslavije u sezoni 1960./61. 
 Sudjelovalo je 11 klubova, a prvak je bio "Kovinar" iz Maribora. 

## Ljestvica
| mj. | klub                               | ut. | pob. | ner. | por. | gol+ | gol- | bod |
| --- | ---------------------------------- | --- | ---- | ---- | ---- | ---- | ---- | --- |
| 1.  | Kovinar Maribor                    | 20  | 18   | 1    | 1    | 77   | 12   | 37  |
| 2.  | Drava Ptuj                         | 20  | 13   | 2    | 5    | 43   | 30   | 28  |
| 3.  | Fužinar Ravne na Koroškem          | 20  | 12   | 2    | 6    | 49   | 29   | 26  |
| 4.  | Aluminij Kidričevo                 | 20  | 9    | 4    | 7    | 40   | 32   | 22  |
| 5.  | Grafičar (Rakičan – Murska Sobota) | 20  | 9    | 4    | 7    | 34   | 39   | 22  |
| 6.  | Železničar Maribor                 | 20  | 9    | 1    | 10   | 39   | 35   | 19  |
| 7.  | Sever Sladki Vrh                   | 20  | 8    | 2    | 10   | 31   | 44   | 18  |
| 8.  | Ojstrica Dravograd                 | 20  | 8    | 1    | 11   | 48   | 49   | 17  |
| 9.  | Korotan Prevalje                   | 20  | 7    | 2    | 11   | 41   | 44   | 16  |
| 10. | Pohorje Ruše                       | 20  | 3    | 2    | 15   | 18   | 57   | 8   |
| 11. | Branik Maribor                     | 20  | 2    | 4    | 14   | 13   | 62   | 8   |

## Rezultatska križaljka
| kratica | klub                               | ALU | BRA | DRA | FUŽ | GRA | KOR | KOV | OJS | POH | SEV | ŽEL |
| --- | ---------------------------------- | --- | --- | --- | --- | --- | --- | --- | --- | --- | --- | --- |
| ALU | Aluminij Kidričevo                 |     |     |     |     |     |     |     |     |     |     |     |
| BRA | Branik Maribor                     |     |     |     |     |     |     |     |     |     |     |     |
| DRA | Drava Ptuj                         |     |     |     |     |     |     |     |     |     |     |     |
| FUŽ | Fužinar Ravne na Koroškem          |     |     |     |     |     |     |     |     |     |     |     |
| GRA | Grafičar (Rakičan – Murska Sobota) |     |     |     |     |     |     |     |     |     |     |     |
| KOR | Korotan Prevalje                   |     |     |     |     |     |     |     |     |     |     |     |
| KOV | Kovinar Maribor                    |     |     |     |     |     |     |     |     |     |     |     |
| OJS | Ojstrica Dravograd                 |     |     |     |     |     |     |     |     |     |     |     |
| POH | Pohorje Ruše                       |     |     |     |     |     |     |     |     |     |     |     |
| SEV | Sever Sladki Vrh                   |     |     |     |     |     |     |     |     |     |     |     |
| ŽEL | Železničar Maribor                 |     |     |     |     |     |     |     |     |     |     |     |
| |                                    |     |     |     |     |     |     |     |     |     |     |     |
| podebljan rezultat - utakmice od 1. do 11. kola (1. utakmica između klubova) rezultat normalne debljine - utakmice od 12. do 22. kola (2. utakmica između klubova) rezultat nakošen - nije vidljiv redoslijed odigravanja međusobnih utakmica iz dostupnih izvora rezultat nakošen i smanjen * - iz dostupnih izvora nije uočljiv domaćin susreta prekrižen rezultat - poništena ili brisana utakmica p - utakmica prekinuta 3:0 p.f. / 0:3 p.f. - rezultat 3:0 bez borbe n.i. - nije igrano |                                    |     |     |     |     |     |     |     |     |     |     |     |

 Izvori: 